# Ruch Radzionków
Maillots
Dernière mise à jour : 10 février 2012.
Le Ruch Radzionków est un club polonais de football basé à Radzionków.

## Historique
- 1919 : fondation du club sous le nom de Towarzystwo Gier i Zabaw
- 1920 : le club est renommé TS Ruch Radzionków
- 1949 : le club est renommé GKS Ruch Radzionków
- 2005 : le club est renommé KS Ruch Radzionków